# سیرینجین
سیرینجین (به انگلیسی: Syringin) یک ترکیب شیمیایی با شناسه پاب‌کم ۵۳۱۶۸۶۰ است. شکل ظاهری این ترکیب، جامد بلوری سفید است.